# مقاطعة بيرغامو

تقسيم البلدات داخل المقاطعة

مقاطعة بِرغامة أو بِرغامو أو (نقحرة: بيرغامو) (بالإيطالية: Provincia di Bergamo)‏، مقاطعة في إقليم لومبارديا بشمال إيطاليا، عاصمتها مدينة بِرغامة، سكانها 1.098.740 نسمة، ومساحتها 2722,86 كيلومتر مربع، تتكون من 244 مدينة وبلدة، يحدها من الشمال مقاطعة سندرية، ومن الغرب مقاطعة ليكو ومقاطعة ميلانو، وجنوبا مقاطعة كريمونا، وشرقا مقاطعة بريشا.
الجزء الشمالي يوجد به جبال الألب بينما الجزء الجنوبي يتكون من أراضي سهلية، كما يوج عدد من الأنهار مثل نهر سيريو، نهر بريمبو، نهر أدا، وحدودها الشرقية ممثلة ببحيرة إزيو ونهر أوليو.

## توأمة
لمقاطعة بِرغامة اتفاقيات توأمة مع كل من:
- ليوني
- بنغبو
- زيبو

## أعلام
- كارلو ريفا